# Retronym
Ein Retronym ist eine nachträgliche Neubenennung. Oft wird damit etwas Altbekanntes von einer neuen Variante unterschieden.
Der Ausdruck geht auf den amerikanischen Journalisten Frank Mankiewicz in den 1970ern zurück und wurde durch William Safire popularisiert.

## Beispiele
Akustische GitarreVor der Erfindung der Elektrogitarre waren alle Gitarren mit einem hölzernen akustischen Resonanzkörper versehen. Ähnlich: akustisches Klavier.
AnaloguhrVor dem Aufkommen der Digitaluhr hatten alle mechanischen Uhren Zifferblätter und (analoge) Zeiger.
Byzantinisches ReichDie Byzantiner bezeichneten sich selbst als Römisches Reich. Montesquieu sprach dem christianisierten Ostrom aus moralischen Gründen den Ehrentitel Römisch ab.
Erste Internationalenach der Gründung der Zweiten Internationale eingeführte Bezeichnung für die Internationale Arbeiterassoziation.
Erster WeltkriegUrsprünglich Weltkrieg oder Großer Krieg (engl. The Great War). Nach dem Zweiten Weltkrieg zur Unterscheidung aufgekommen.
FestnetzMit dem Aufkommen des Mobilfunks für das herkömmliche, leitungsgebundene Telefonnetz.
GroßrechnerBis zum Aufkommen der Heim- und Desktop- („Schreibtisch“) -Computer waren Rechner zu klobig, um auf einem Schreibtisch Platz zu finden, sondern oft raumfüllend. Nach dem Aufkommen von kompakten Rechnereinheiten, für die sich der Begriff „Rechner“ durchsetzte, wurden die alten Rechner zur Unterscheidung „Großrechner“ genannt.
Hard DiskBis zum Aufkommen der flexiblen floppy disk waren alle magnetischen Speichermedien „hart“ (mit steifem Trägermaterial).
KaltwasserzufuhrMit der Entwicklung der Wassererhitzer.
ImpulswählverfahrenWar bis zur Einführung von MFV (Tonwahl) das einzige Signalisierungsverfahren in der automatischen Telefonvermittlung; es war daher keine Unterscheidung notwendig.
Konventionelle KriegsführungMit dem Aufkommen der nuklearen Kriegsführung und den Massenvernichtungswaffen für die Kriegführung mittels Treibladungswaffen. 
LateinamerikaMit der Verbindung des Wortes Amerika mit den USA bezeichnet der Ausdruck Lateinamerika die spanisch- und portugiesischsprachigen Länder Amerikas.
Lineares FernsehenAls Abgrenzung zu Streaming-Angeboten, bei denen man sich die gewünschte Sendung zu jeder beliebigen Zeit ansehen kann.
Meetspace(engl.), reale Welt, natürliche Realität zur Unterscheidung vom Cyberspace.
Mittelalter(lat.: medium aevum) rückwirkend für den Zeitraum 600–1500. Epochenbezeichnung aus dem Renaissancehumanismus
Natürliche SpracheMenschliche Sprache, zur Unterscheidung von Programmiersprache oder Künstlicher Sprache; auch Menschliche Sprache.
Planfilmvor Aufkommen des Rollfilms bekannt als „Film“ – zur Unterscheidung von der (Glas-)Platte.
Pré CinémaVerwendung film-typischer Stilmittel in der Literatur des 19. Jahrhunderts, also vor dem Aufkommen der Kinematografie.
Parallel ATA (PATA)Die ursprüngliche ATA-Schnittstelle war parallel; die Unterscheidung wurde mit der Einführung der Serial ATA notwendig.
SchwarzweißfernseherEinst schlicht Fernseher, heute Retronym zur Unterscheidung vom Farbfernseher, ähnlich Hörfunk (vorher Rundfunk; Ggs. Fernsehfunk) oder Stummfilm.
WählscheibentelefonBis zur Einführung der Tastentelefone hatten alle Telefone Wählscheiben.
Weimarer RepublikOffizieller Name war Deutsches Reich, wie auch schon zu Zeiten des Kaiserreichs.
Weißerfür Menschen europäischer Abstammung mit Aufkommen des Wortes Neger, Schwarzer bzw. Farbiger
ZwischenkriegszeitZeit zwischen dem Ersten Weltkrieg und dem Zweiten Weltkrieg

### Retronyme Adjektive
altVerwendet mit der Ankündigung oder dem Aufkommen einer neuen Version einer Sache, die die vorhergehende ersetzen soll.
analogBezeichnung für nicht-digitale Geräte: Analoguhr, Analogaufnahme, Analogtelefon, analoge Kamera.
batterieelektrischIn Bezug auf Elektromobilität, zur Abgrenzung von Elektrofahrzeugen, die ihre Energie nicht aus einem Akku beziehen (etwa aus einer Brennstoffzelle).
hausgemacht, historisch, konventionell, klassisch oder traditionellBezeichnet Geräte oder Methoden, die sich weithin etabliert haben oder von Neuentwicklungen unterscheiden. z. B. traditioneller (ohne Mikrowelle) Herd. siehe auch: Historische Wurstkuchl
original, echt, Ur-Zur Abgrenzung von einer überarbeiteten neuen Variante.
I., Senior, der ÄltereWenn ein Familienoberhaupt seinen Namen dem Nachfolger gibt, wird der Namensgeber oftmals retronym mit der Ordnungsziffer I. versehen (Friedrich Wilhelm I.).
Teil I oder 1, auch Version 1 etc.Zuweilen für einen Film etc., nachdem ein zweiter Teil als Fortsetzung produziert wurde.
terrestrische(Funkübertragung) (von der Erde aus): zur Unterscheidung vom später entwickelten Satellitenfunk
Totennamen, die in ostasiatischen Kulturen postum Königen verliehen werden, können auch als Retronyme angesehen werden.
Bei der Wiedergabe historischer oder technischer Darstellungen sorgt ein korrekter Umgang mit Retronymen für Klarheit und verhindert Missverständnisse.